# 1610
| [ Edytuj tabelę ]              | |
| Król Polski                    | - 1587 Zygmunt III Waza 1632 |
| Współksiążęta Andory           | - 1610 Bernat de Salba i Salba 1622 - 1572 Henryk IV Burbon 1610 - 1610 Ludwik XIII 1643                                                       |
| Król Anglii i Szkocji          | - 1603 Jakub I 1625 |
| Elektor Brandenburgii          | - 1608 Jan Zygmunt 1619 |
| Książę Bawarii                 | - 1597 Maksymilian I Bawarski 1623 |
| Sułtan Brunei                  | - 1605 Hassan 1619 |
| Cesarz Chin                    | - 1572 Wanli 1620 |
| Król Czech                     | - 1576 Rudolf II Habsburg 1611 |
| Król Danii                     | - 1588 Chrystian IV 1648 |
| Dalajlama                      | - 1589 Jonten Gjaco 1616 |
| Cesarz Etiopii                 | - 1606 Susnyjos I 1632 |
| Król Francji                   | - 1589 Henryk IV 1610 - 1610 Ludwik XIII 1643                                                                                                  |
| Król Hiszpanii                 | - 1598 Filip III 1621 |
| Landgraf Hesji-Kassel          | - 1592 Maurycy Uczony 1627 |
| Stadhouder Holandii            | - 1584 Maurycy Orański 1625 |
| Szach Iranu                    | - 1587 Abbas I Wielki 1629 |
| Państwo Wielkich Mogołów       | - 1605 Dżahangir 1627 |
| Król Irlandii                  | - 1603 Jakub I Stuart 1625 |
| Cesarz Japonii                 | - 1586 Go-Yōzei 1611 |
| Kalif                          | - 1603 Ahmed I 1617 |
| Patriarcha Konstantynopola     | - 1607 Neofit II 1612 |
| Władca Korei                   | - 1608 Kwanghaegun 1623 |
| Książę Kurlandii i Semigalii   | - 1587 Fryderyk Kettler 1642 - 1587 Wilhelm Kettler 1616                                                                                       |
| Książę Liechtensteinu          | - 1608 Karol I 1627 |
| Król Nawarry                   | - 1572 Henryk III 1610 - 1610 Ludwik XIII 1643                                                                                                 |
| Król Norwegii                  | - 1588 Chrystian IV 1648 |
| Sułtan Omanu                   | - 1560 Abd Allah ibn Muhammad 1624 |
| Elektor Palatynatu             | - 1583 Fryderyk IV 1610 - 1610 Fryderyk V 1623                                                                                                 |
| Papież                         | - 1605 Paweł V 1621 |
| Książę Parmy i Piacenzy        | - 1592 Ranuccio I 1622 |
| Król Portugalii                | - 1598 Filip II 1621 |
| Książę w Prusach               | - 1568 Albrecht Fryderyk 1618 - 1608 Jan Zygmunt 1620                                                                                          |
| Car Rosji                      | - 1606 Wasyl IV Szujski 1610 - 1610 Władysław IV Waza 1613                                                                                     |
| Cesarz Rzymski (niemiecki)     | - 1576 Rudolf II Habsburg 1612 |
| Kapitanowie Regenci San Marino | - 1609 Girolamo Gozi Lattanzio Valli 1610 - 1610 Fabrizio Belluzzi Giambattista Fabbri 1610 - 1610 Gio. Andrea Belluzzi Sebastiano Onofri 1611 |
| Elektor Saksonii               | - 1591 Krystian II Wettyn 1611 |
| Król Szkocji                   | - 1567 Jakub VI 1625 |
| Król Szwecji                   | - 1599 Karol IX Waza 1611 |
| Król Tajlandii                 | - 1605 Eka Thotsarot 1610 - 1610 Si Saowaphak 1611                                                                                             |
| Sułtan Turków                  | - 1603 Ahmed I 1617 |
| Doża Wenecji                   | - 1606 Leonardo Donato 1612 |
| Król Węgier                    | - 1608 Maciej 1619 |
| Książęta Wirtembergii          | - 1608 Jan Fryderyk 1628 |

Rok 1610 / MDCX
stulecia: XVI wiek ~
XVII wiek ~
XVIII wiek

lata: 1600 «
1605 «
1606 «
1607 «
1608 «
1609 «
1610
» 1611
» 1612
» 1613
» 1614
» 1615
» 1620

## Wydarzenia w Polsce
- 23 kwietnia – w Gdańsku otwarto konsulat francuski.
- 4 lipca – wojna polsko-rosyjska: hetman polny koronny Stanisław Żółkiewski odniósł zwycięstwo w bitwie pod Kłuszynem nad wojskami moskiewskimi i szwedzkimi kniazia Dymitra Szujskiego, które szły na odsiecz Smoleńskowi.
- 14 sierpnia – w bitwie pod Tarnawcem starosta leżajski Łukasz Opaliński starszy odniósł zwycięstwo nad rezydującym w Łańcucie rotmistrzem królewskim i starostą zygwulskim Stanisławem Diabłem Stadnickim, który wcześniej napadł na Leżajsk.
- 28 sierpnia:
  - po zwycięstwie nad armią rosyjską w bitwie pod Kłuszynem oddziały polskie pod wodzą hetmana polnego koronnego Stanisława Żółkiewskiego wkroczyły do stolicy Rosji, gdzie przebywały na Kremlu do roku 1612.
  - hetman polny koronny Stanisław Żółkiewski podpisał w Moskwie z bojarami rosyjskimi układ, na mocy którego polski królewicz Władysław został carem Rosji.
- Wielki pożar w Wilnie - spaliło się 4700 domów, 10 kościołów i Zamek Dolny.
- Wypędzenie ze Staszowa Żydów niesłusznie oskarżonych o rzekome dokonanie mordu rytualnego[1].

## Wydarzenia na świecie
- 7 stycznia – Galileusz odkrył cztery największe księżyce Jowisza – nazwane później księżycami galileuszowymi.
- 14 maja – katolicki fanatyk François Ravaillac zasztyletował w Paryżu króla Henryka IV Burbona. Nowym królem został jego syn Ludwik XIII.
- 6 czerwca – we francuskim Annecy Franciszek Salezy i Joanna de Chantal założyli Zakon Nawiedzenia Najświętszej Maryi Panny (sióstr wizytek).
- 24 czerwca – II wojna polsko-rosyjska: zwycięstwo wojsk polskich w bitwie pod Carowym Zajmiszczem.
- 17 lipca – został zdetronizowany car Rosji Wasyl IV Szujski.
- 2 sierpnia – Henry Hudson odkrył Zatokę Hudsona.
- 27 września – wojska polskie zajęły Kreml moskiewski.
- 17 października – w katedrze w Reims na króla Francji i Nawarry koronowany został Ludwik XIII.
- 22 grudnia – zginął Dymitr Samozwaniec II, pretendent do carskiego tronu.

## Urodzili się
- 13 stycznia – Maria Anna Habsburg, arcyksiężniczka austriacka, elektorowa Bawarii (zm. 1665)
- 22 kwietnia – Aleksander VIII, włoski duchowny katolicki, od 1689 papież (zm. 1691)
- 17 czerwca – Brygida od Jezusa, włoska zakonnica, założycielka urszulanek od Maryi Niepokalanej, błogosławiona katolicka (zm. 1679)
- 3 października – Gabriel Lalemant, francuski jezuita, misjonarz w Kanadzie, męczennik, święty katolicki (zm. 1649)
- 28 października – Jakub Kettler, książę Kurlandii i Semigalii, lennik Rzeczypospolitej Obojga Narodów (zm. 1682)
- 18 grudnia – Charles du Fresne, sieur du Cange, francuski prawnik, historyk i leksykograf (zm. 1688)
- 28 grudnia – Bazyli Ostrogski, właśc. serb. Stojan Jovanović, serbski biskup prawosławny, jeden z najpopularniejszych serbskich świętych prawosławnych

- Data dzienna nieznana:
  - Piotr od św. Marii, japoński dominikanin, męczennik, błogosławiony katolicki (zm. 1627)
  - Hongren, chiński malarz pejzażysta, mnich buddyjski (zm. 1663)

## Zmarli
- 11 maja – Matteo Ricci, misjonarz jezuicki (ur. 1552)
- 14 maja – Henryk IV Burbon, król Francji (ur. 1553)
- 27 maja – François Ravaillac, zabójca Henryka IV (ur. 1578)
- 18 lipca – Michelangelo Merisi da Caravaggio, malarz włoski (ur. 1571)
- 10 grudnia – Jan Roberts, walijski męczennik (ur. ok. 1576)
- 31 grudnia – Ludolph van Ceulen, matematyk holenderski (ur. 1540)

## Święta ruchome
- Tłusty czwartek: 18 lutego
- Ostatki: 23 lutego
- Popielec: 24 lutego
- Niedziela Palmowa: 4 kwietnia
- Wielki Czwartek: 8 kwietnia
- Wielki Piątek: 9 kwietnia
- Wielka Sobota: 10 kwietnia
- Wielkanoc: 11 kwietnia
- Poniedziałek Wielkanocny: 12 kwietnia
- Wniebowstąpienie Pańskie: 20 maja
- Zesłanie Ducha Świętego: 30 maja
- Boże Ciało: 10 czerwca